# Тельняшка

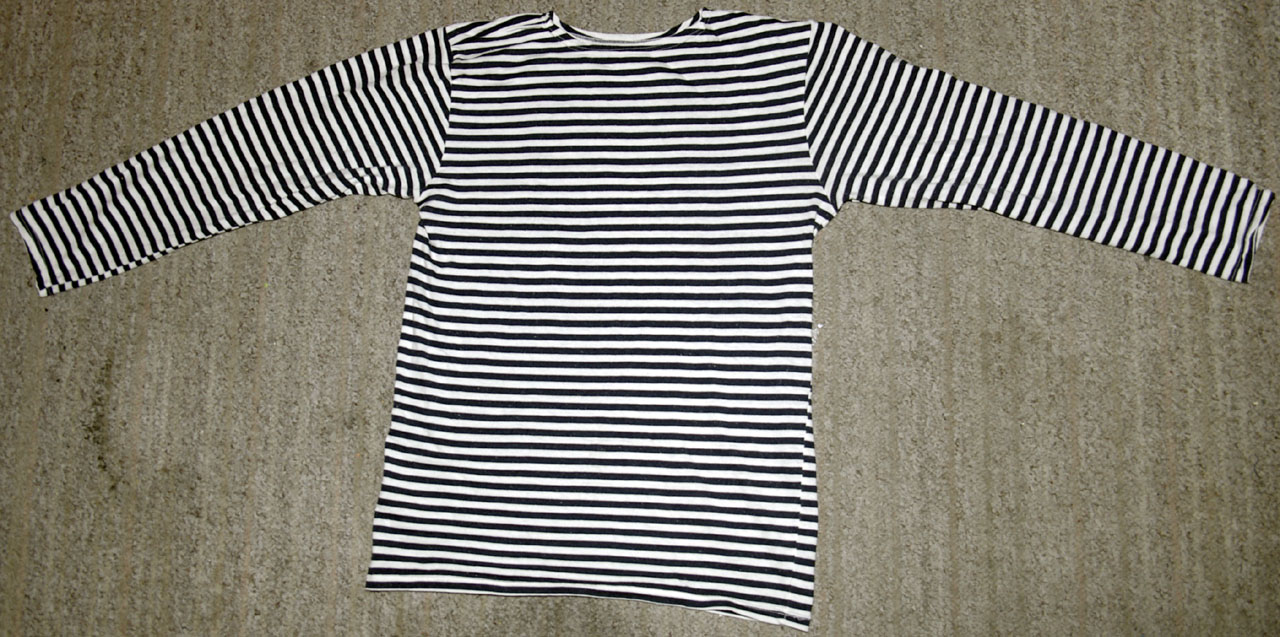
Традиционная морская тельняшка

Тельня́шка (разг. уменьшит.; те́льник) — вязаная нательная рубаха с рукавами (фуфайка морская), изготовленная из трикотажного полотна и имеющая окрас в виде чередующихся горизонтальных белых полос и полос другого цвета.
Форменная летняя полосатая майка без рукавов так и называется — майка (майка ВМФ).
Полосатые нательные рубахи различных видов носят военные и гражданские моряки Франции, РФ и ряда других стран. В РФ тельняшка состоит на вещевом снабжении матросов и старшин ВМФ РФ, курсантов военно-морских институтов, военнослужащих морской пехоты, а также служащих ряда силовых ведомств. Отличительная особенность тельняшки у российских моряков — чередующиеся горизонтальные бело-синие полосы. Специальные тельняшки повышенной плотности (полушерстяные) выпускаются под названием «водолаз», однако водолазы поисково-спасательных служб ВМФ и других подразделений обеспечиваются такими же тельняшками, как и остальной личный состав ВМФ РФ согласно действующим нормам снабжения. Причём, официальным «водолазным бельём» в СССР и РФ считаются свитер и рейтузы из коричневой шерсти, а не тельняшка.

## История тельняшки

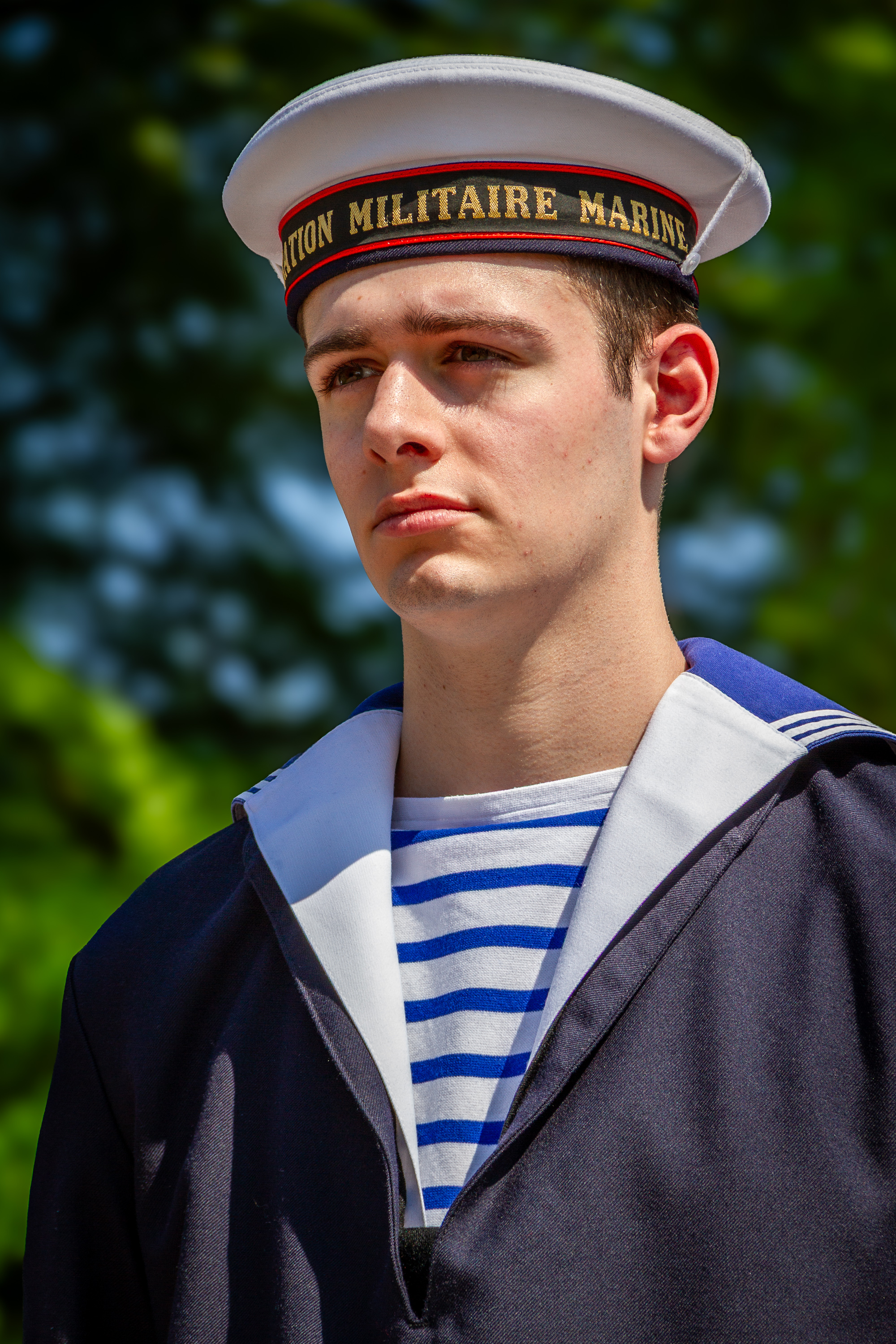
Французский курсант морской военной подготовки в тельняшке (2013)

На картинах морских сражений XVII века можно видеть, что для костюма английских и голландских моряков того времени характерно чередование белых полосок с красными или синими. Поэтому считается, что первые тельняшки появились во времена парусного флота в Голландии. Вероятным источником послужила «бретонская рубаха» — нательная рубашка с чёрно-белыми полосами, которую традиционно носят рыбаки Бретани (и которая была в употреблении у корсаров Сен-Мало и Дюнкерка).
Как объясняет Мишель Пастуро в своём труде «Дьявольская материя. История полосок и полосатых тканей» (1991), использование полосатой одежды для обозначения маргинальных групп уходит корнями в Средневековье. Такую одежду носили не только заключённые, но и больные, жрицы любви, шуты и скоморохи. Для матросов королевского флота костюм в полоску не считался приемлемым. В начале XVIII века практически во всех европейских флотах ввели единую форму одежды. Моряки стали носить казённое белье, узкие короткие брюки с чулками, форменные кафтаны и высокие шляпы. За ношение полосатой одежды матросов наказывали.
В 1858 году Наполеон III распорядился формализовать морской костюм; тогда тельняшка была впервые легализована на флоте. На тельняшке моряков Франции — 21 полоса (по легенде, в память о числе крупных побед Наполеона). На голландском флоте тельняшка использовалась с 1877 по 1965 годы, причём число полос на тельняшке было равно 12 (по числу рёбер). Обычный морской костюм середины XIX века состоял из короткого бушлата, синей фланелевой куртки с глубоким вырезом на груди, тельняшки и расклёшенных чёрных брюк. 
Практическое предназначение полос тельника предположительно состояло в том, чтобы сделать человека хорошо заметным на фоне белых парусов и видеть действия матросов при их работе с парусами на реях, а также облегчить поиск моряка, оказавшегося за бортом. Неслучайно первые купальные костюмы тоже были в полоску. Специфическая форма воротника французских тельняшек позволяла их легко стягивать и натягивать. Кроме того, считалось, что тельник хорошо сохраняет тепло. Часто матросы сами вязали тельняшки крючком; это занятие успокаивало нервы и позволяло разнообразить время вне вахты.

### В Российской империи и СССР
В Российской империи традиция ношения тельняшек начала формироваться во время военных реформ 1860-х гг. Вместо узких кителей с неудобными стоячими воротниками русские матросы стали носить удобные фланелевые голландские рубахи с вырезом на груди. Под «фланку» («голландку», «форменку») надевалась нательная рубашка. Есть сообщения, что поначалу тельняшки выдавались только участникам дальних походов, ими гордились особо. Как говорится в одном из рапортов того времени, «нижние чины… преимущественно надевали их в воскресные и праздничные дни при увольнении на берег… и во всех случаях, когда требовалось быть щёгольски одетыми…». Синие и белые поперечные полосы тельняшек соответствовали цветам российского военно-морского Андреевского флага.
Приказ о введении новой формы подписал 19 августа 1874 года великий князь Константин Николаевич. Первые русские тельняшки описывались так: «Рубаха, вязанная из шерсти пополам с бумагою; цвет рубахи белый с синими поперечными полосами, отстоящими одна от другой на один вершок (44,45 мм). Ширина синих полос — четверть вершка… Вес рубахи полагается не менее 80 золотников…». Только в 1912 году ширина полос стала одинаковой, каждая по четверти вершка (11,11 мм). Одну половину ниток тельника должна составлять шерсть, другую — высококачественный хлопок.
Цвета полос у русских тельняшек могли варьироваться в зависимости от принадлежности к тому или иному флотскому формированию. У моряков Балтийской флотилии 1-й Санкт-Петербургской бригады Отдельного корпуса пограничной стражи полосы на тельняшке первоначально имели зелёный цвет, а у моряков Амударьинской флотилии, также входившей в Отдельный корпус пограничной стражи, они были красными.

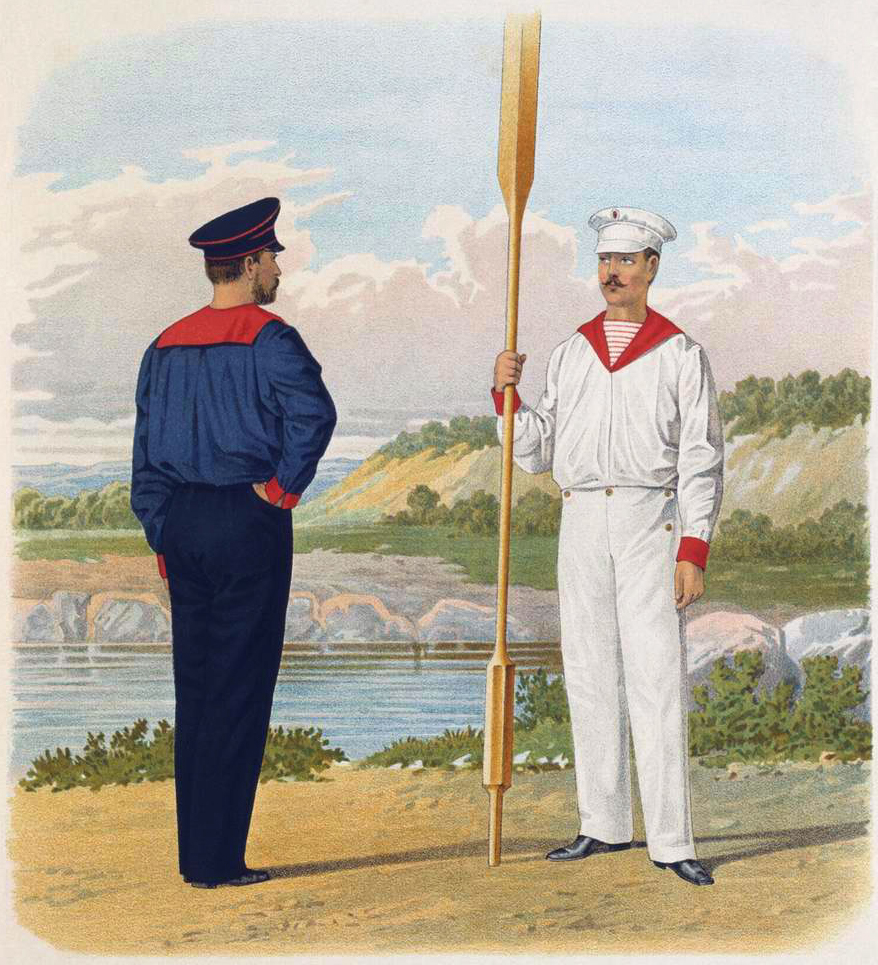
Форма моряков Амударьинской флотилии

Ношение тельняшек революционными матросами в Гражданскую войну и бойцами морской пехоты в Великую Отечественную сделало тельняшку весьма популярной в качестве романтического символа моря, морской службы, храбрости и удали. Тельняшка получила прозвище «морская душа»; известна поговорка: «Нас мало, но мы в тельняшках!» (впрочем, её происхождение не установлено).
При создании формы одежды для Воздушно-десантных войск ВС СССР по аналогии с формой морских пехотинцев тельняшки вошли в состав формы и у воздушных десантников, но цвет полосок был изменён на небесно-голубой (при этом, название трикотажного изделия оставалось прежним — фуфайка (майка) морская). В российских ВДВ по традиции с 1959 года десантнику тельняшку вручают только после выполнения прыжка с парашютом в воду. Официально тельняшка вошла в гардероб десантника ВДВ только через десять лет, после выхода приказа МО СССР №191 от 26 июля 1969, который ввёл новые правила ношения военной формы одежды.
Цвет полос на тельняшке ВМФ СССР оставался весь период до 1991 года синим (тёмно-синим). Менялась лишь конструкция ворота — по ГОСТ 5759-61 предусматривался круглый вырез вместо ранее существовавшего типа «лодочка», когда полоски были параллельны вороту и не обрезались горловиной выреза. При этом отдельные виды, в частности тельняшки, сшитые по ТУ 17505395-77 и ТУ 17505395-82 во Владимире, форму ворота имели прежнюю — «лодочка», практически без выреза, вплоть до распада СССР. Кроме того, часть производителей (фабрика «Красное знамя», Белоцерковская трикотажная фабрика и некоторые другие) шили тельняшки без боковых швов — «трубой», полоски при этом получались «спиралью».
В 1940-х годах одна из разновидностей тельняшек имела трикотажные манжеты.

### В РФ
В 1990-х годах производителями были разработаны для различных родов войск ВС РФ тельняшки с полосками различных цветов: синие  (ВМФ РФ — подводники, надводники и морская пехота носят и носили одну и ту же сине-белую (темно-сине-белую) тельняшку), васильковые (Президентский полк ФСО России и СпН ФСБ России), светло-зелёные (Береговой охраны Пограничной службы ФСБ России), краповые (СпН Росгвардии), оранжевые (подразделения МЧС России), голубые (ВДВ РФ, воинские части специального назначения военной разведки). Распространённое мнение о ношении в ВМФ тельняшек с чёрными полосами нормативными документами не подтверждается, все рода сил ВМФ (включая и морскую пехоту, и подводные силы) отличий по цвету полос тельняшки (в соответствии с нормами снабжения) не имеют. Вызвано это мнение о наличии чёрных полос, видимо, окраской полосок тельняшек, сшитых по ТУ 17505395-82, в очень темно-синий цвет, который при искусственном освещении кажется чёрным. Тельняшки по этим же ТУ полагались и рядовому составу речного флота (в соответствии с приказом №69 Минречфлота РСФСР от 28 апреля 1986 года), что также породило миф о чёрных тельняшках речников.
В настоящее время у моряков (курсантов) гражданского морского и речного транспорта тельняшки с длинными рукавами с чередующимися поперечными полосами белого и тёмно-синего цветов шириной 10 миллиметров из трикотажного полотна с круглым высоким вырезом. Количество полосок на тельняшке не нормировано и зависит только от её размера (например, на 46-м размере их будет 33, а на 56-м — 52). Тельняшки без боковых швов имеют всего две полосы, поднимающиеся спирально с небольшим шагом, что связано с особенностями изготовления полотна на кругловязальных машинах. (На летнее время для военнослужащих предназначены тонкие майки-тельняшки без рукавов, существуют также зимние утеплённые тельняшки из толстого х/б трикотажа с начёсом и т. н. «рыбацкие» (двойной вязки без начёса, в применении наиболее практичные, особенно после первой стирки, и более тёплые, чем с начёсом).
Курсанты Санкт-Петербургского военно-морского института (ранее Морского кадетского корпуса, в СССР и РФ до 1999 года — ВВМУ им. Фрунзе) ежегодно в день выпуска надевают гигантскую тельняшку на стоящий напротив училища памятник адмиралу И. Ф. Крузенштерну. Аналогично выпускники Рязанского высшего воздушно-десантного училища натягивают тельняшку на памятник Сергею Есенину. Этим традициям уже много лет.

## В моде
На волне патриотизма времён Первой мировой войны Коко Шанель популяризировала «бретонскую рубаху» для женщин. Ношение тельняшки молодыми дамами — характерная примета парижской моды 1920-х гг. Впоследствии эту традицию подхватили другие французские модельеры, как, например, Ив Сен-Лоран (в начале 1960-х) и Жан-Поль Готье (в 1980-е). В середине XX века в тельняшках французского образца щеголяли Пабло Пикассо, Жан Кокто, Джон Уэйн, Марсель Марсо и Брижит Бардо. В 1980-е гг. тельняшку избрала своим символом арт-группа ленинградских художников «Митьки». Любил носить тельняшку российский кинорежиссёр Алексей Балабанов.

## В филателии
Тельняшка, как элемент формы одежды, изображена на почтовых марках СССР, выходивших в сериях, посвящённых Вооружённым Силам СССР (РККА, СА).
Ниже представлены марки из юбилейных выпусков:

Серии почтовых марок
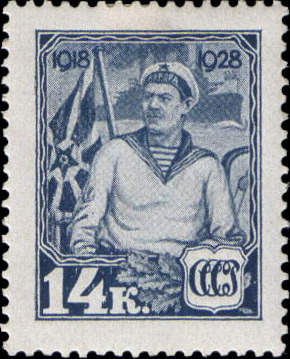
10 лет РККА (1928): Краснофлотец с крейсера «Аврора»
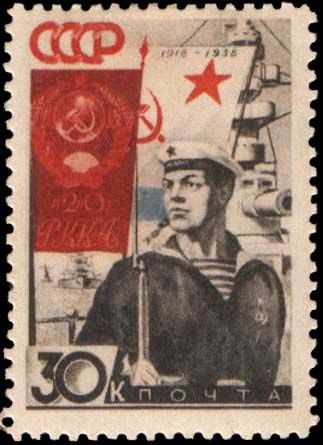
20 лет РККА (1938): Краснофлотец с линкора «Марат»
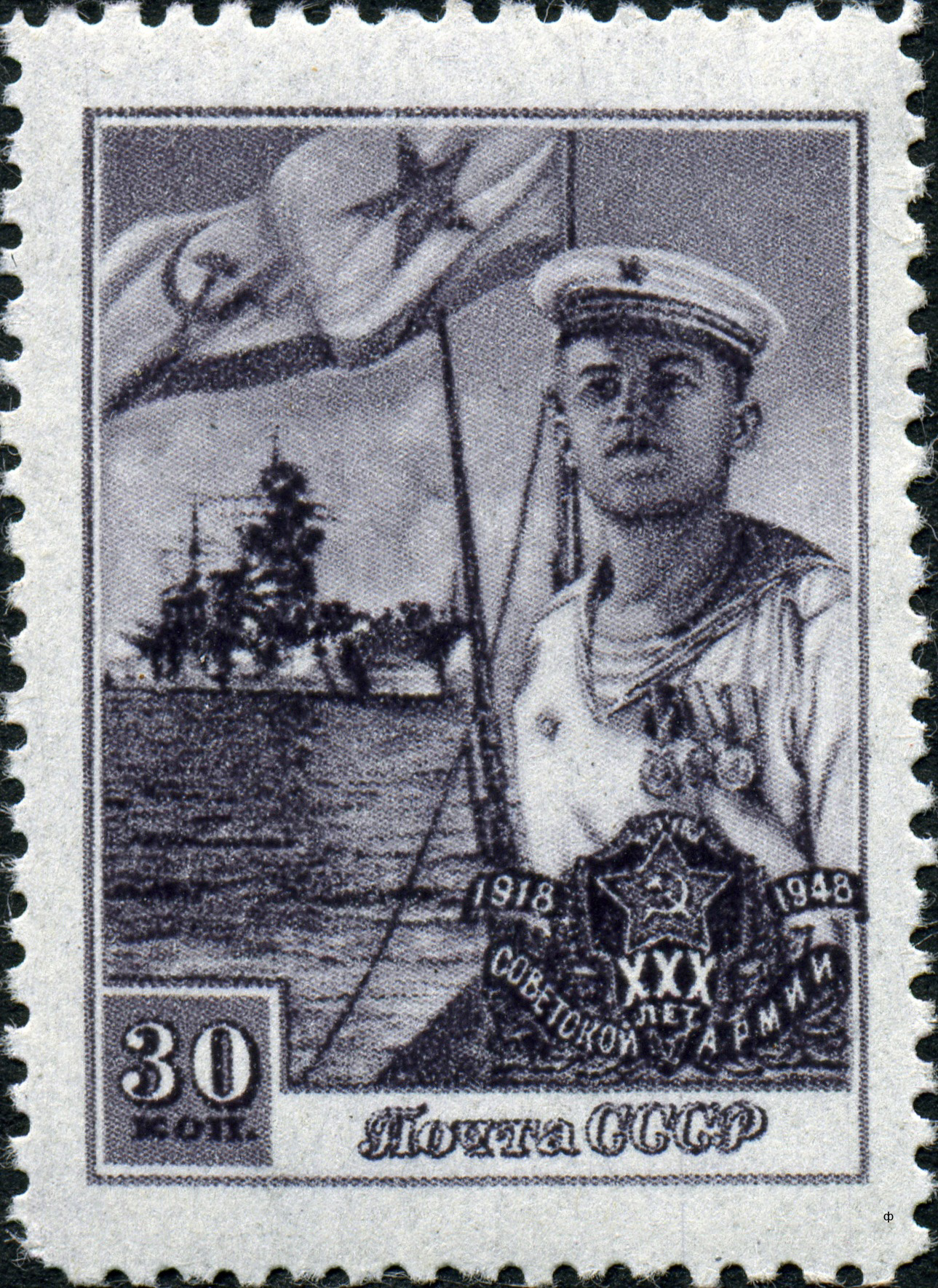
30 лет Советской Армии (1948)
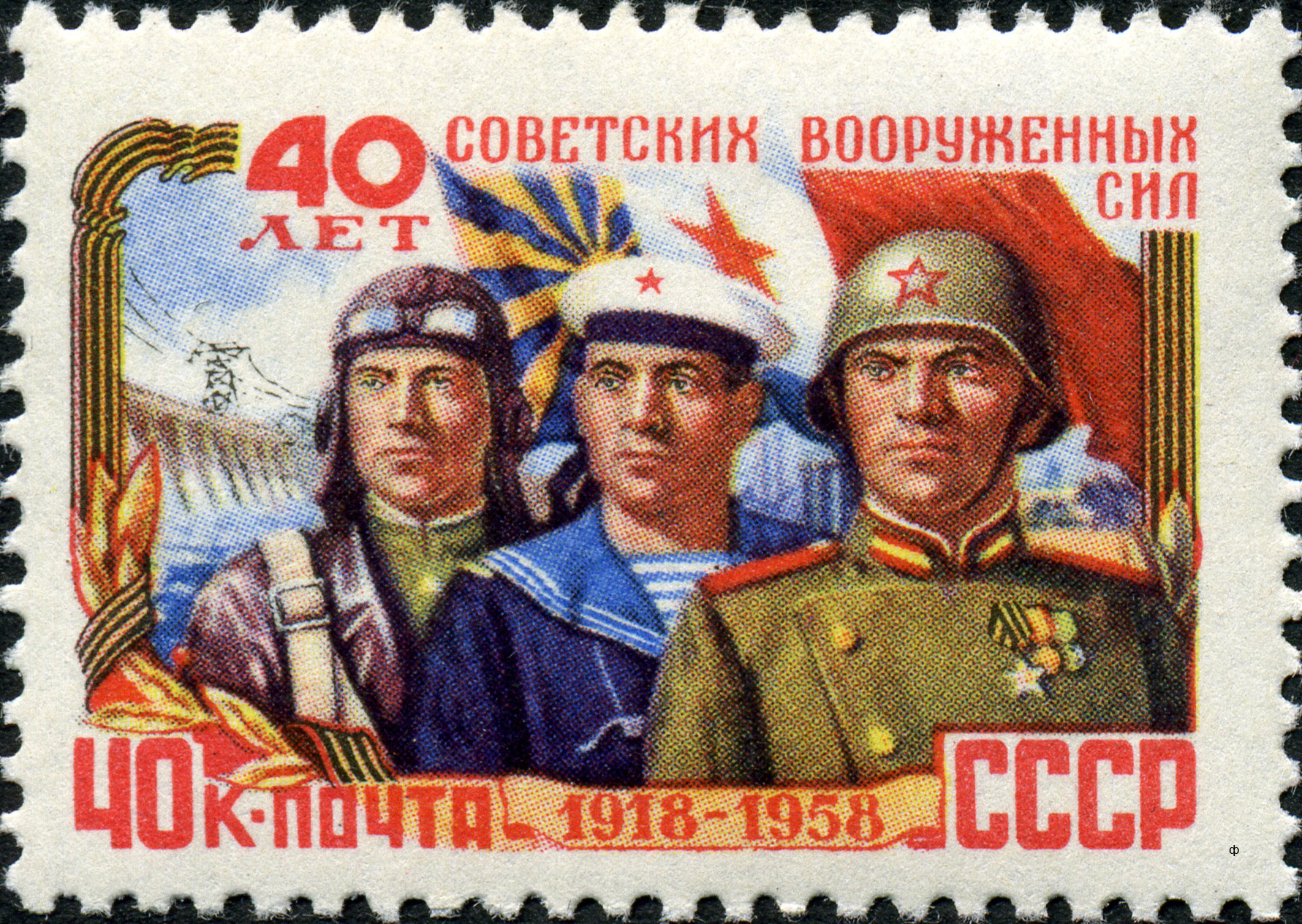
40 лет Советских Вооружённых Сил (1958)